# Jean Lauer
Jean Lauer (* 21. August 1916 in Großmoyeuvre; † 27. November 1995) war ein französischer Fußballspieler.

## Karriere
Lauer wuchs in dem Teil Lothringens auf, das zeitweise deutsch beherrscht gewesen war, aber zwei Jahre nach seiner Geburt in den französischen Staat eingegliedert wurde. Das Fußballspielen begann er in seiner Jugend in der lothringischen Hauptstadt Metz, von wo aus er zu einem Verein in Hautmont im äußersten Norden des Landes wechselte. Beim ebenfalls dort gelegenen Erstligisten SC Fives wurde der 175 Zentimeter große Stürmer 1935 mit einem Profivertrag ausgestattet. In der höchsten französischen Spielklasse avancierte der zum Zeitpunkt seines Debüts 19-Jährige direkt zum Stammspieler und belegte mit 18 Treffern am Ende der Saison 1935/36 Rang sechs in der Torjägerliste. Dieses erste Jahr war in Hinsicht auf die Torquote zugleich sein erfolgreichstes und wurde von Spielzeiten gefolgt, in denen er meist unter zehn Toren blieb. Nach zwei Jahren in Fives kehrte er 1937 in seine Heimatregion zurück und unterschrieb beim Erstligarivalen FC Metz. Bei Metz war er nicht fest gesetzt, kam aber weiterhin auf regelmäßige Einsätze. Am 3. April 1938 erzielte er im Pokalhalbfinale gegen seinen Ex-Klub aus Fives das entscheidende Tor zum 1:0-Sieg und brachte seine Mannschaft damit ins nationale Pokalfinale 1938. Im Endspiel stand er zwar auf dem Platz, erlebte jedoch eine 1:2-Niederlage seiner Mannschaft gegen Olympique Marseille. 
Als 1939 der Zweite Weltkrieg begonnen wurde, musste Lauer seine Karriere unterbrechen und für die französische Armee kämpfen. Er geriet in Kriegsgefangenschaft und floh nach seiner Freilassung ins südfranzösische Forez, um aufgrund seiner Herkunft aus dem ehemals deutschen Landesteil einer dadurch möglichen Berufung in die deutsche Armee zu entgehen. Bedingt durch seinen Aufenthaltsort schloss er sich 1943 der AS Saint-Étienne an und nahm mit dieser an der inoffiziell stattfindenden Austragung um die Meisterschaft teil. Auch nach dem Ende der deutschen Besatzung im Jahr 1944 und der Wiederaufnahme des regulären Spielbetriebs ein Jahr darauf blieb er dem Verein treu und wurde 1946 französischer Vizemeister. In den nachfolgenden Saisons trat er weiterhin für Saint-Étienne an, wobei er meist Stammspieler war, obwohl er seinen Platz im Sturm nicht völlig unangefochten einnehmen konnte. 1949 verließ er den Verein nach sechs Jahren und wechselte zum Zweitligisten US Le Mans. Bei Le Mans gehörte er der ersten Elf an und kämpfte gegen den Abstieg, wobei er in der Spielzeit 1950/51 nicht über ein erzieltes Tor hinauskam. 1951 beendete der damals 34-Jährige nach 179 Erstligapartien mit 69 Toren, 53 Zweitligapartien mit acht Toren sowie weiteren inoffiziellen Erstligaspielen seine aktive Laufbahn. Später lebte er wieder in Saint-Étienne wo er sowohl für seinen Ex-Verein AS Saint-Étienne als auch für einen Amateurklub namens Olympique Saint-Étienne als Funktionär tätig war. Eine Straße in Saint-Étienne erhielt den Namen des 1995 verstorbenen Fußballers.